# Agelena suboculata
Agelena suboculata es una especie de araña del género Agelena, familia Agelenidae. Fue descrita científicamente por Simon en 1910.

## Distribución
Esta especie se encuentra en Botsuana.